# Benigno Aquino Sr.
Artykuł ten został zgłoszony do umieszczenia na stronie głównej w rubryce „Czy wiesz”.
Pomóż nam go sprawdzić: oceń zgłoszoną nominację.
Benigno Aquino Sr. (ur. 3 września 1894, zm. 20 grudnia 1947) – filipiński polityk i prawnik.

## Życiorys
Urodził się 3 września 1894 w Tarlac. Jego rodzicami byli przyszły generał armii filipińskiej Servillano Aquino oraz jego pierwsza żona, znana z waleczności potomkini zamożnej rodziny z regionu, Guadalupe Quiambao Aquino.  Kształcił się w manilskim Colegio de San Jan de Letran. Następnie podjął studia prawnicze na stołecznym Uniwersytecie Świętego Tomasza. Po wejściu do palestry podjął pracę w zawodzie, zawsze jednak był związany z uprawą ziemi, poświęcając rolnictwu wiele czasu. Kontynuując rodzinną tradycję zaangażował się w działalność polityczną. W 1919 został wybrany w skład filipińskiej Izby Reprezentantów, reprezentując trzeci okręg wyborczy rodzinnego Tarlac. Zasiadał również w Senacie (1928–1934) oraz w Zgromadzeniu Ustawodawczym (1935–1938). Wchodził w skład rządu, pełnił funkcję ministra rolnictwa, kierował także resortem handlu. Był także przewodniczącym Izby Reprezentantów między 1943 a 1944. Po inwazji japońskiej na Filipiny w 1941 roku był jednym z polityków, którzy podjęli współpracę z okupantem. Po zakończeniu działań wojennych postawiono go przed sądem z zarzutami o zdradę oraz kolaborację. Ostatecznie został ułaskawiony przez prezydenta państwa Manuela A. Roxasa.
Zmarł 20 grudnia 1947 w Manili podczas meczu bokserskiego między Filipinami a Meksykiem na stadionie imienia José Rizala. Przyczyną zgonu był zawał mięśnia sercowego. Dwukrotnie zawierał związek małżeński, doczekał się jedenaściorga dzieci. Jeden z jego synów, również Benigno stał się jednym z najważniejszych polityków opozycyjnych wobec dyktatorskich rządów prezydenta Ferdinanda Marcosa.